# فوزي البنزرتي
فوزي البنزرتي (بالفرنسية: Faouzi Benzarti)  من مواليد 3 يناير 1950 في المنستير، تونس ويلقبه الصحفيون والمعلقون عادة بالجنرال أو شيخ المدربين. وهو لاعب كرة قدم تونسي سابق والمدرب الحالي للنادي الإفريقي. أمضى حياته المهنية لاعبًا في الاتحاد الرياضي المنستيري دون أية إنجازات مسبوقة. بدأ مسيرته التدريبية وعمره لا يتجاوز 29 عامًا فقط، مما جعله أصغر مدرب تونسي في ذلك الوقت. يعتبر أحد أنجح المدربين في تونس لأنه أكثر مدرب حاصل على بطولات الدوري برصيد 12 بطولة دوري، وعلى المستوى الإفريقي حقق 5 ألقاب. وعادة ما يستخدم اللعب الهجومي وخطة الضغط العالي. خلال مسيرته الإدارية، كان مسؤولًا عن منتخبي تونس وليبيا.
أدار فوزي البنزرتي فنيًا أندية في تونس، المغرب والإمارات العربية المتحدة. أكثر الأندية التونسية التي فازت معه بالألقاب هي النجم الرياضي الساحلي والترجي الرياضي التونسي. بخلاف ذلك، فإن تجاربه في الخليج العربي لم تكن ناجحة. ولكنه حقق نتائجًا جيدة في المغرب، سواء مع الرجاء الرياضي والوداد الرياضي. يعتبر البنزرتي من أفضل المدربين الأفارقة على الإطلاق. من أهم إنجازاته هو الوصول إلى نهائي كأس العالم للأندية 2013 مع الرجاء الرياضي. درب تونس في فترة بين يوليو وأكتوبر 2018.

## النشأة والتعليم
ولد فوزي البنزرتي في 3 يناير 1950 في مدينة المنستير، الساحل الأوسط لتونس، من عائلة رياضية. التحق بالتعليم الابتدائي والثانوي في المنستير، ثم التحق بالمعهد العالي للرياضة بتونس وتخرج منه عام 1975. عمل مدرسًا للتربية البدنية في العديد من المعاهد التونسية من 1975 إلى 1977، وبعد الحصول على شهادة مدرب كرة قدم، قرر تكريس نفسه تماما للتدريب.

## مسيرة اللعب
قبل المسيرة التدريبية، طوّر البنزرتي حياته المهنية كلاعب وسط مهاجم وقضى كامل حياته المهنية لمدة 10 سنوات في فريقه الاتحاد الرياضي المنستيري مُنذ أن كان عمره 18 عامًا في الفترة من 1968 إلى 1978. ومع ذلك لم يلعب مع المنتخب التونسي.

## مسيرة التدريب

### البداية مع الأندية التونسية (1979–94)
بدأ حياته المهنية في نادي أولمبيك سيدي بوزيد قبل أن يعود إلى الاتحاد الرياضي المنستيري، الذي دربه بين 1979 و1980، مما مكنه من العودة إلى الرابطة التونسية المحترفة الأولى. في أول تجربة له مع النجم الرياضي الساحلي في موسم 1986–87، فاز بلقب البطولة التونسية ثم كأس السوبر التونسي 1987.
في عام 1990 قام بتدريب وقيادة النادي الإفريقي في العام نفسه للفوز بلقب البطولة والوصول إلى نهائي كأس أفريقيا للأندية أبطال الكؤوس 1990. ثم درب الترجي الرياضي التونسي عام 1993 وفاز مرة أخرى بالبطولة التونسية وكأس إفريقيا للأندية البطلة 1994 وكأس السوبر الأفريقي 1995 ضد نادي موتيما بيمبي الكونغولي.

### تجارب مع الفرق التونسية وأول تجربة خارج تونس (1994–2002)
في مارس 1994، عُيِّنَ البنزرتي مدربًا منتخب تونس لكرة القدم في المباراة الثانية في كأس الأمم الأفريقية 1994 التي استضافتها تونس بعد إقالة يوسف الزواوي الذي فشل في المباراة الافتتاحية ضد مالي. كما درب النادي الرياضي الصفاقسي في يونيو 1996، لكنه سرعان ما غادر قبل بداية الموسم من أجل أول تجربة خارجية له على رأس نادي الشعب الإماراتي.
لم تكن تجربة ناجحة حيث أنهى الفريق المركز السابع في الدوري الإماراتي الدرجة الأولى 1998–99. عاد فوزي البنزرتي إلى النادي الإفريقي في عام 1999 ووصل إلى نهائي كأس أفريقيا للأندية أبطال الكؤوس 1999. قام بتجربة قصيرة كمدرب مع الملعب التونسي عام 2001 بنتائج غير مقنعة.

### تجارب مع النجم الرياضي الساحلي والترجي الرياضي التونسي (2003–07)
ثم عُيَّن مدربًا للترجي الرياضي التونسي في عام 2003 وفاز ببطولة الرابطة التونسية المحترفة الأولى 2002–03. ووقع مع النجم الرياضي الساحلي في أبريل 2006 وحقق نتائج رائعة في الفوز ببطولة الرابطة التونسية المحترفة الأولى 2006–07، بطل كأس الكونفيدرالية الأفريقية 2006 ووصافة كأس السوبر الأفريقي 2007، انتقل البنزرتي إلى الترجي الرياضي التونسي في يونيو 2007، لكنه غادر بعد ذلك بقليل لتدريب المنتخب الليبي.

### الفترة الأولى مع المنتخب الليبي (2007–09)
في 11 يوليو 2007، أصبح المدرب الجديد لمنتخب الليبي. قاد الفريق في مباراته الأخيرة من تصفيات كأس الأمم الأفريقية 2008 وتعادل مع جمهورية الكونغو الديمقراطية 1–1 في كينشاسا. وبعد سلسلة من المباريات الودية ضد مصر، زامبيا والمملكة العربية السعودية.
بدأ تصفيات كأس العالم 2010 بهزيمة 0–3 أمام غانا. ولكن بعد ذلك حقق انتصارات إيجابية وكان على وشك التأهل للدور الثالث من التصفيات قبل أن يهزم أمام الغابون في المباراة الأخيرة. ظل البنزرتي مسؤولًا عن المنتخب الليبي بعد أدائه الجيد في تصفيات كأس العالم لكنه عاد إلى تونس في مارس 2009 لتدريب الترجي.

### العودة إلى الترجي الرياضي التونسي وتدريب المنتخب التونسي (2009–10)

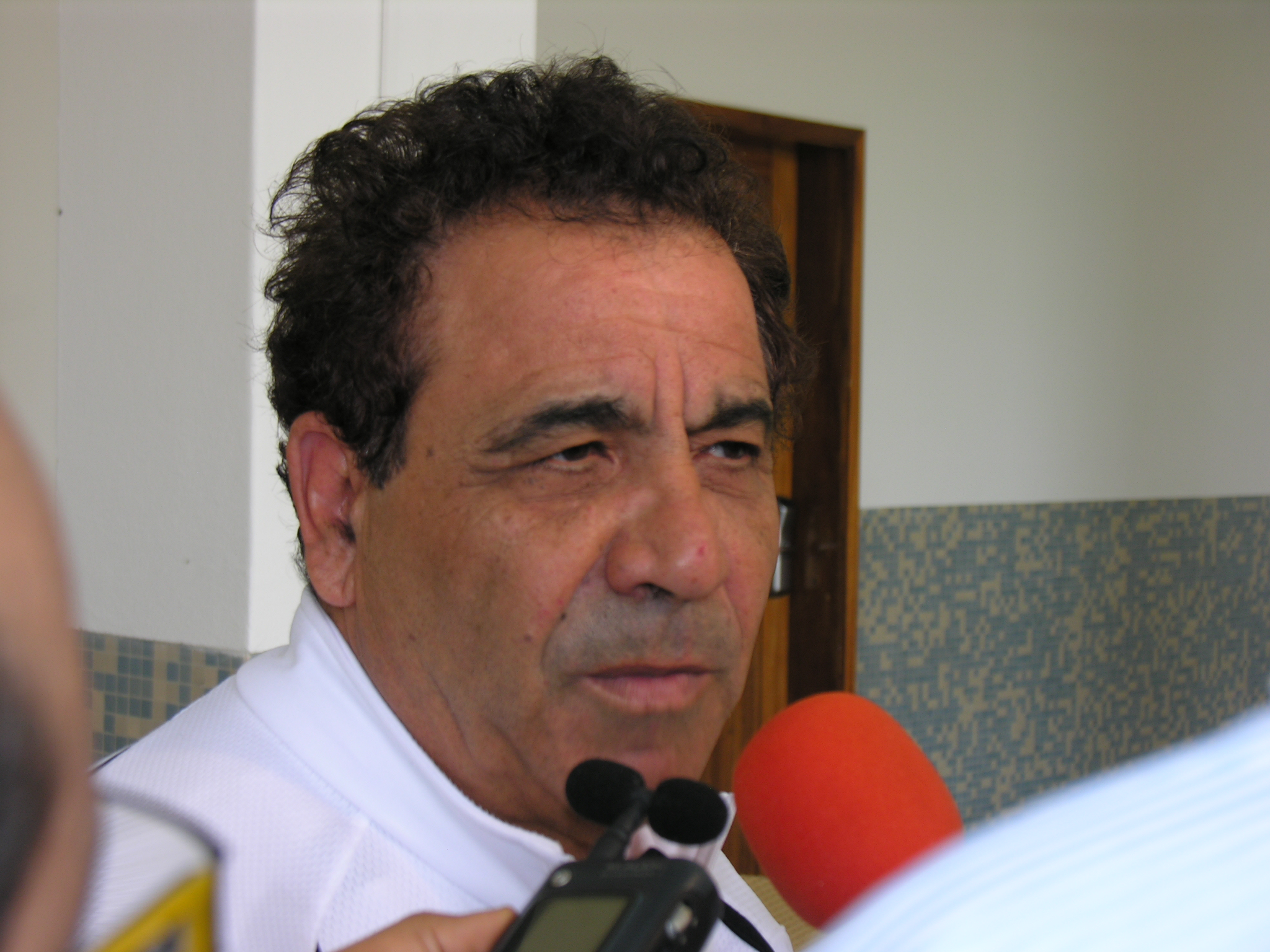
البنزرتي أثناء مقابلة صحفية في 2010

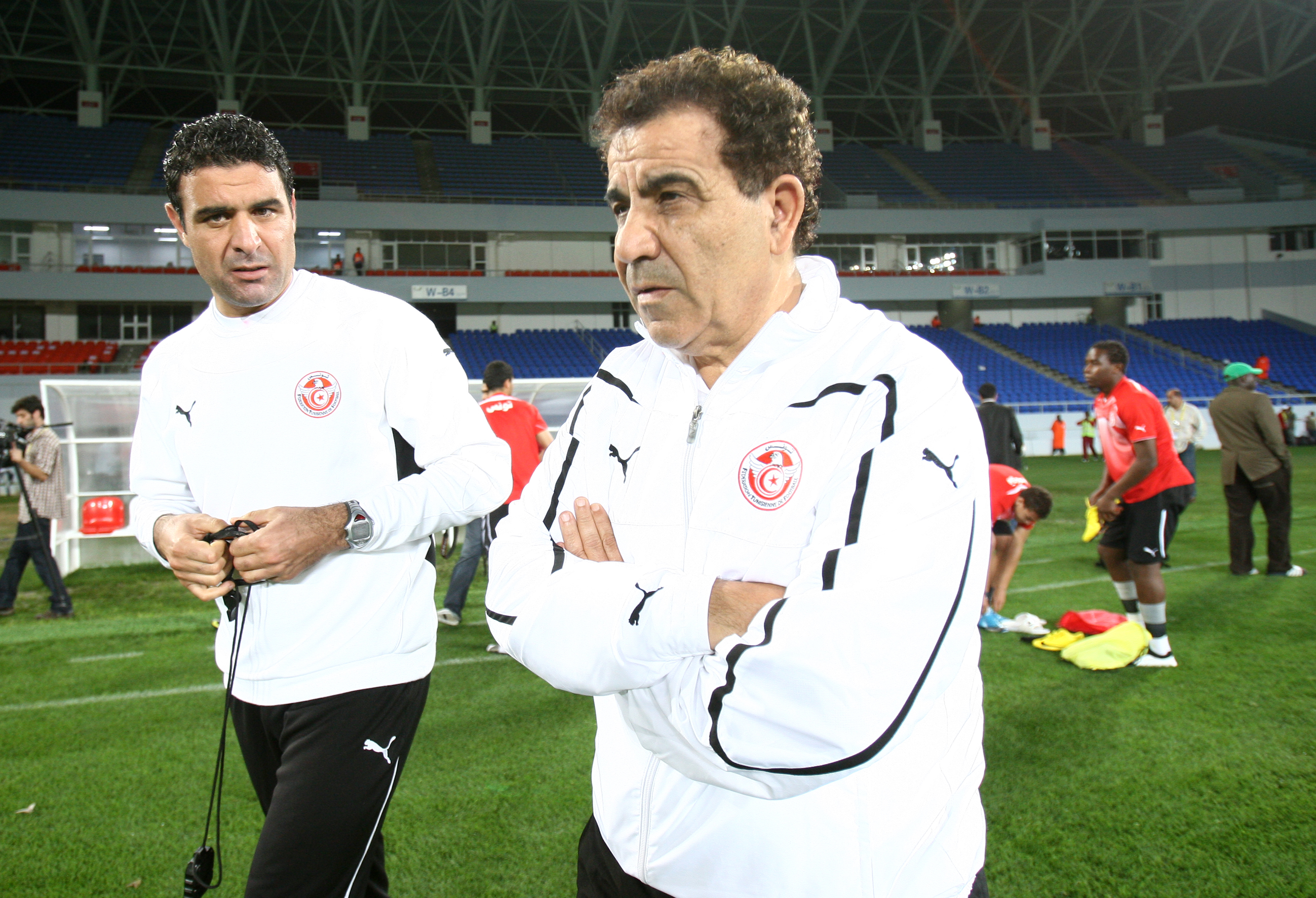
فوزي البنزرتي مع محمد عامر الحيزم أثناء إشرافهما على مقاليد المنتخب التونسي في كأس الأمم الأفريقية 2010.

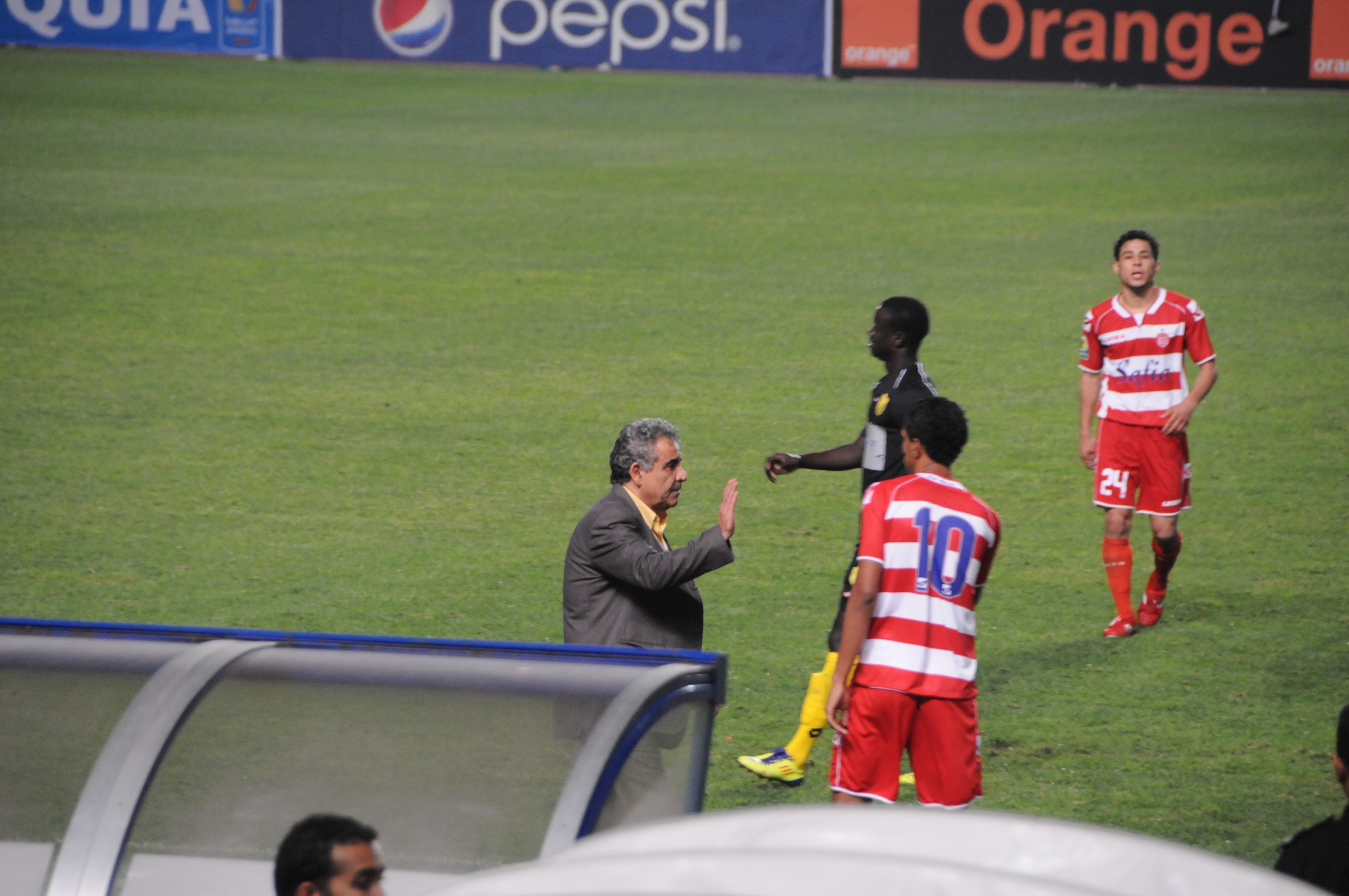
فوزي البنزرتي أثناء نهائي كأس الكونفيدرالية الأفريقية 2011 مع النادي الإفريقي في الملعب الأولمبي برادس يوم

بعد عودته إلى الترجي الرياضي التونسي، فاز بلقب الرابطة التونسية المحترفة الأولى مرتين موسمي 2008–09 و2009–10 ليصبح أكثر مدرب يفوز بالبطولة التونسية، كما فاز بلقب دوري أبطال العرب 2008–09 ووصل إلى نهائي دوري أبطال أفريقيا 2010، لكنه خسر أمام تي بي مازيمبي.
بعد فشل المنتخب التونسي تحت قيادة هومبيرتو كويلهو، في التأهل لبطولة كأس العالم 2010، أُقيلَ المدرب هومبيرتو كويلهو من منصبه في 18 نوفمبر 2009 وحل محله البنزرتي، الذي حافظ على مهامه في الترجي حتى نوفمبر 2010 عندما حل محله مساعده ماهر الكنزاري. قام بتدريب المنتخب التونسي في كأس الأمم الأفريقية 2010 في أنغولا ومع ذلك أقصي من دور المجموعات.

### تجارب في الخليج العربي (2010–13)
في 17 مايو 2011، وقع البنزرتي عقدًا لمدة عامين مع النادي الإفريقي بعد أسبوع واحد من إقالة المدرب السابق قيس يعقوبي يقبل بالعقد المعروض، أصبح مديرًا فنيا للنادي الإفريقي للمرة الثالثة في حياته المهنية. وصل إلى نهائي كأس الكونفيدرالية الأفريقية 2011. في 26 مارس 2012، حل فوزي البنزرتي محل بيرند كراوس كمدرب لفريق النجم الرياضي الساحلي، حيث عاد مدرب المهر التونسي إلى سوسة للمرة الرابعة في مسيرته الفنية الممتازة حيث عاد الألماني بيرند كراوس إلى منصب المدير الفني للشباب. ثم قام بتجربة قصيرة في الخليج مع نادي الشعب العماني ونادي الشارقة الإماراتي مع القليل من الإنجازات.

### تدريب نادي الرجاء الرياضي (2013–14)
في نهاية عام 2013، انضم البنزرتي إلى البطل المغربي الرجاء البيضاوي، بعد أسبوع من بداية كأس العالم للأندية 2013، دون أي تأثير على النادي الذي تمكن من الوصول إلى النهائي ضد بايرن ميونيخ بفوزه على الأبطال من عدة قارات مثل أتلتيكو مينيرو حيث يلعب البرازيلي رونالدينيو، وكذلك نادي مونتيري ونادي أوكلاند سيتي. في وقت لاحق، قُلِد من قبل الملك محمد السادس بن الحسن ملك المغرب مع الفريق بأكمله. في البطولة الوطنية المغربية، يمنح البنزرتي الرجاء البيضاوي لعبة هجومية للغاية، على عكس سلفه محمد فاخر الذي فضل الدفاع. يضيف البنزرتي لمساته الشخصية من خلال فرض لعبة هجومية بتكوين 4-4-2 أو 4-3-3، والذي يتضمن أحيانًا استخدام مهاجمين متقدمين.
نتيجة لهذا العمل، تمكن الفريق من التغلب على منافسه الوداد الرياضي في ديربي الدار البيضاء 2–0 ثم هزم متصدر البطولة 5–1، لكن النادي انحنى أخيرًا في الجولة الأخيرة ضد نادي أولمبيك آسفي، حقق وصافة الدوري المغربي لكرة القدم 2013–14. في نهاية الموسم يغادر البنزرتي النادي لأسباب مالية.

### تجاحات مع النجم الرياضي الساحلي والترجي الرياضي التونسي (2014–17)
في 12 أغسطس 2014، تولى مسؤولية النجم الرياضي الساحلي بعد إقالة دراغان سفيتكوفيتش. في عام 2016، توج بطلا لتونس مع النجم الرياضي الساحلي بعد فوزه بلقب كأس تونس 2014–15 لأول مرة في مسيرته وكأس الكونفيدرالية الأفريقية 2015. علاوة على ذلك، وصل إلى كأس السوبر الأفريقي 2016. ومع ذلك، تفرض عليه عقوبة بعد اشتباك عنيف مع طبيب الترجي الرياضي التونسي خلال دور الثمانية من كأس تونس، مما أدى إلى مغادرته في نهاية العام وعودته إلى الترجي.
في هذه الفترة فاز بالبطولة التونسية للمرة الثانية على التوالي ولكن مع فريقين مختلفين. خلال نفس الفترة، نجح الترجي في الفوز بلقب البطولة العربية للأندية 2017. في ديسمبر 2017. قرر ترك منصبه كمدرب للفريق في الترجي الرياضي التونسي على الرغم من أنه متصدر المجموعة الأولى قال البنزرتي إنه لن يدرب الأندية التونسية في المستقبل بعد إقصاء الترجي من ربع نهائي دوري أبطال أفريقيا 2017 ضد الأهلي المصري.

### تجربة مع نادي الوداد الرياضي والفترة الثالثة مع تونس (2018–19)
وقع الوداد البيضاوي بطل أفريقيا آنذاك عقدا مع البنزرتي في 19 يناير 2018 لمدة سنة ونصف بعد البداية السيئة في البطولة الوطنية المغربية مع الحسين عموتة. تمكن الفريق من الفوز بلقب كأس السوبر الأفريقي 2018 وتمكن من إعادة الفريق للمنافسة على اللقب قبل أن يحتل المركز الثاني خلف الاتحاد الرياضي بطنجة. كانت الحملة للدفاع عن لقبه في دوري أبطال أفريقيا 2018 ناجحة أيضًا حيث فاز على نادي وليامس فيل، نادي ميناء التوغو ونادي هورويا. لكن البنزرتي استقال فجأة لتدريب المنتخب التونسي.
في 28 يوليو 2018، أعلنت إدارة الجامعة التونسية لكرة القدم تعيين فوزي البنزرتي كمدرب للفريق الوطني، بعد نبيل معلول الذي استقال بعد فشله في كأس العالم 2018. يمكن تجديد العقد لمدة عامين. وسيقود الفريق في تصفيات كأس الأمم الأفريقية 2019. ومع ذلك، أُقِيْلَ في أكتوبر بعد ثلاثة انتصارات وتأهل لكأس الأمم الأفريقية 2019 بعد خلاف مع رئيس الجامعة التونسية لكرة القدم وديع الجريء لرفضه تدخلاته في التدريبات. في نوفمبر 2018، وقع عقدًا جديدًا لموسم ونصف مع نادي الوداد الرياضي. تمكن من تحقيق نتائج جيدة بعد فوزه بالدوري المغربي بعد مباراته مع غريمه الرجاء البيضاوي، كما وصل إلى نهائي دوري أبطال أفريقيا 2019 للعب ضد الترجي الرياضي التونسي قبل إيقاف المباراة ومشاكل الحكم التي أدت إلى توقف المباراة. بخلاف ذلك، مر بتجربة قصيرة مع النجم الرياضي الساحلي في أواخر عام 2019 ليحل محل روجيه لومير، لكنه لم يدم طويلًا بسبب الانسحاب من كأس العرب للأندية الأبطال 2019–20، والتي كان الفريق حاملًا للقب بالإضافة إلى خسارة لقب كأس تونس 2018–19 في المباراة النهائية.

### الفترة الثانية مع ليبيا (2019–20)
في 25 أكتوبر 2019، تَعاقَد فوزي البنزرتي كمدرب لليبيا لمدة ستة أشهر قابلة للتجديد، بعد أول فترة بين عامي 2007 و2009. خاض مباراتين في تصفيات كأس الأمم الأفريقية 2021 الأولى ضد وكانت النتيجة سليبة للغاية خسارة ضد المنتخب التونسي 4–1 أما المباراة الثانية كان هنالك تحسن طفيف والفوز على تنزانيا بنتيجة 2–1. في 22 مايو 2020 انتهى عقد البنزرتي مع الاتحاد الليبي لكرة القدم وقرر عدم التجديد.

### تجربة مع النادي الرياضي الصفاقسي (2020)
في أغسطس 2020، وقع عقد مع النادي الرياضي الصفاقسي لمدة عام ونصف لكن لم تكن النتائج حسب التوقعات، في 20 سبتمبر 2020، على أرضية الملعب الأولمبي برادس خسر مباراة كأس السوبر التونسي 2020 أمام الترجي الرياضي التونسي بركلات الترجيح 5–4 بعد نهاية الوقت الأصلي 0–0، كما أقصي من نصف نهائي كأس تونس 2019–20 على ملعب الطيب المهيري ضد الاتحاد الرياضي المنستيري (بطل تلك النسخة) 0–1. مع ذلك حافظ على وصافة الرابطة التونسية المحترفة الأولى 2019–20.

### العودة لمنتخب تونس الأول
وفي 18 يونيو 2024 أعلن الاتحاد التونسي لكرة القدم تعيين البنزرتي مدربا لمنتخب نسور قرطاج الأول للمرة الرابعة في مسيرته التدريبية خلفاً للمدرب منتصر الوحيشي.

## الحياة الشخصية
البنزرتي متزوج ولديه ابن. ابنه هو وكيله الذي يتفاوض مع أي شخص يريد التعاقد معه. وهو أيضًا الأخ الأكبر للمدرّب لطفي البنزرتي وهو أحد أهم المدربين التونسيين. سياسيًا، قاد قائمة مستقلة، تسمى "الجرأة والطموح"، لانتخاب المجلس الوطني التأسيسي التونسي في 23 أكتوبر 2011. انضم إلى حزب نداء تونس ودعم الباجي قائد السبسي في الانتخابات الرئاسية التونسية 2014. كما أنه صهر الممثل التونسي سفيان الشعري.

## أسلوب التدريب
ويدافع عن أسلوب الهجوم الهجومي وحيازة الكرة الكبيرة والانتعاش العالي. ومع ذلك، يشير بعض المراقبين إلى أنه يتأثر بشكل خاص بأسلوب اللعب الواقعي، سواء في أساليب لعبه وإدارته. إنه من أنجح المدربين في تونس.

## إحصائيات التدريب

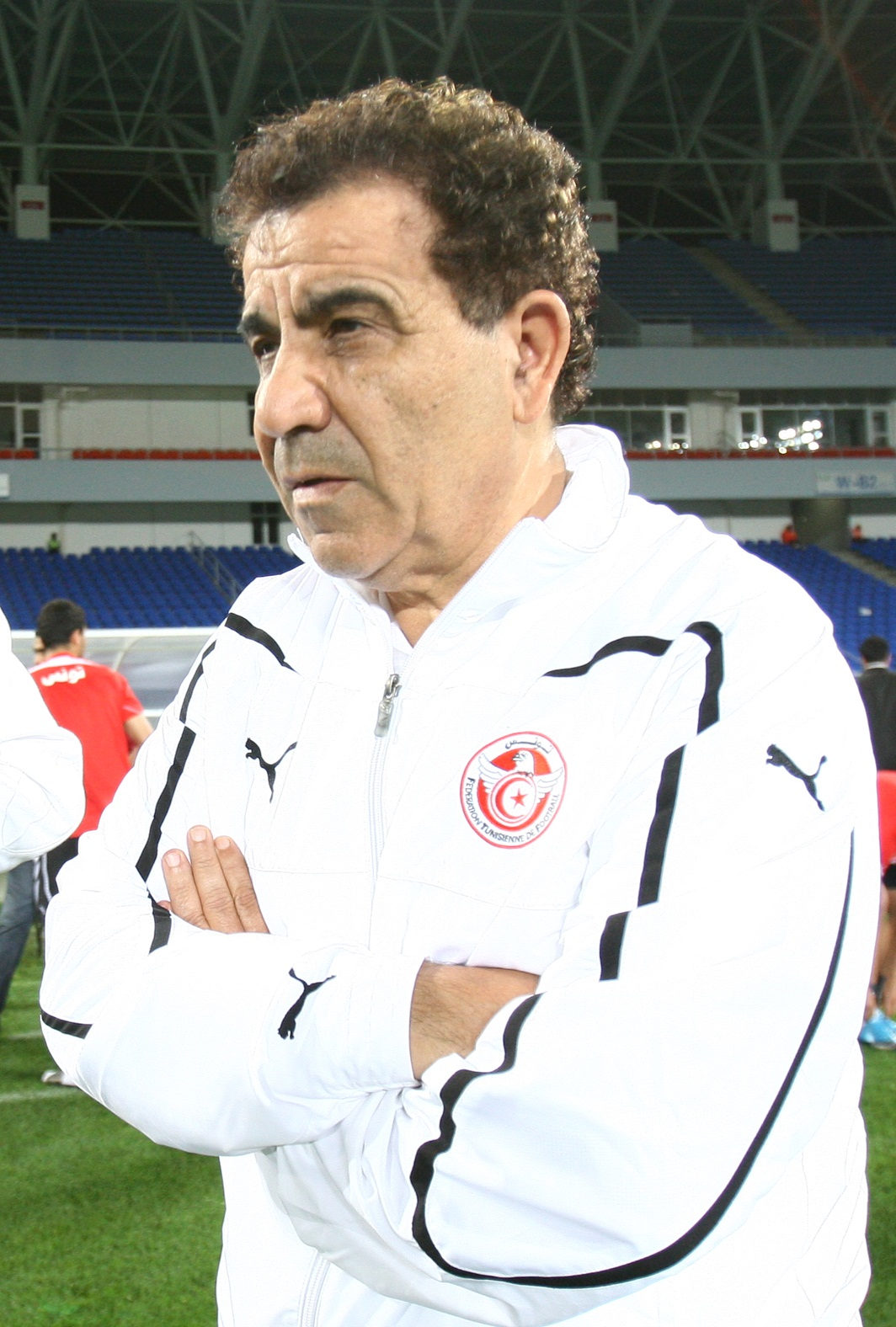
فوزي البنزرتي أثناء تدريبه لمنتخب تونس في كأس الأمم الأفريقية 2010

آخر تحديث 26 يونيو 2021. 
| النادي                    | منذ            | لغاية          | الإحصائيات | الإحصائيات | الإحصائيات | الإحصائيات |
| النادي                    | منذ            | لغاية          | لعب        | فاز        | عدل        | خسر        |
| ------------------------- | -------------- | -------------- | ---------- | ---------- | ---------- | ---------- |
| الاتحاد الرياضي المنستيري | 1979           | 1982           | ؟          | ؟          | ؟          | ؟          |
| مكارم المهدية             | 1982           | 1984           | ؟          | ؟          | ؟          | ؟          |
| نادي سكك الحديد الصفاقسي  | 1983           | 1985           | ؟          | ؟          | ؟          | ؟          |
| النجم الرياضي الساحلي     | 1986           | 1988           | ؟          | ؟          | ؟          | ؟          |
| نادي سكك الحديد الصفاقسي  | 1988           | 1989           | ؟          | ؟          | ؟          | ؟          |
| النادي الإفريقي           | 1 يوليو 1989   | 1 يناير 1991   | ؟          | ؟          | ؟          | ؟          |
| الترجي الرياضي التونسي    | 1993           | 1994           | ؟          | ؟          | ؟          | ؟          |
| الترجي الرياضي التونسي    | 1993           | 1995           | ؟          | ؟          | ؟          | ؟          |
| النادي الرياضي الصفاقسي   | 1995           | 1996           | ؟          | ؟          | ؟          | ؟          |
| نادي الشعب                | 1998           | 1999           | ؟          | ؟          | ؟          | ؟          |
| نادي الشارقة              | 1999           | 30 يوليو 2001  | ؟          | ؟          | ؟          | ؟          |
| النادي الإفريقي           | 1 نوفمبر 2001  | 2002           | ؟          | ؟          | ؟          | ؟          |
| الملعب التونسي            | 2002           | 2003           | ؟          | ؟          | ؟          | ؟          |
| الاتحاد الرياضي المنستيري | 2005           | 2006           | ؟          | ؟          | ؟          | ؟          |
| النجم الرياضي الساحلي     | 13 أبريل 2006  | 30 مايو 2007   | 33         | 20         | 9          | 4          |
| الترجي الرياضي التونسي    | 1 يوليو 2007   | 13 يوليو 2007  | 1          | 0          | 0          | 1          |
| ليبيا                     | 11 يوليو 2007  | 8 مارس 2009    | 18         | 8          | 4          | 6          |
| الترجي الرياضي التونسي    | 9 مارس 2009    | 1 ديسمبر 2010  | 65         | 42         | 13         | 10         |
| تونس                      | 23 نوفمبر 2009 | 3 يونيو 2010   | 5          | 0          | 4          | 1          |
| تونس (تجديد عقد)          | 4 يناير 2011   | 28 يناير 2011  | ؟          | ؟          | ؟          | ؟          |
| النادي الإفريقي           | 16 مايو 2011   | 8 ديسمبر 2011  | 12         | 4          | 5          | 3          |
| النجم الرياضي الساحلي     | 27 مارس 2012   | 10 يونيو 2012  | 13         | 6          | 4          | 3          |
| نادي الشارقة              | 16 يونيو 2012  | 12 نوفمبر 2012 | 10         | 7          | 2          | 1          |
| النادي الإفريقي           | 9 أبريل 2013   | 24 مايو 2013   | 4          | 0          | 1          | 3          |
| الاتحاد الرياضي المنستيري | 11 نوفمبر 2013 | 5 ديسمبر 2013  | 1          | 0          | 0          | 1          |
| الرجاء البيضاوي           | 6 ديسمبر 2013  | 26 مايو 2014   | 27         | 18         | 3          | 6          |
| النجم الرياضي الساحلي     | 12 أغسطس 2014  | 27 ديسمبر 2016 | 83         | 56         | 15         | 12         |
| الترجي الرياضي التونسي    | 3 يناير 2017   | 24 ديسمبر 2017 | 44         | 29         | 12         | 3          |
| الوداد الرياضي            | 19 يناير 2018  | 28 يوليو 2018  | 23         | 14         | 7          | 2          |
| تونس                      | 28 يوليو 2018  | 20 أكتوبر 2018 | 3          | 3          | 0          | 0          |
| الوداد الرياضي            | 27 نوفمبر 2018 | 5 يوليو 2019   | 37         | 20         | 10         | 7          |
| النجم الرياضي الساحلي     | 5 يوليو 2019   | 25 سبتمبر 2019 | 3          | 0          | 1          | 2          |
| ليبيا                     | 24 أكتوبر 2019 | 22 مايو 2020   | 2          | 1          | 0          | 1          |
| النادي الرياضي الصفاقسي   | 28 أغسطس 2020  | 13 نوفمبر 2020 | 7          | 3          | 3          | 1          |
| الوداد الرياضي            | 15 نوفمبر 2020 |                | 38         | 24         | 9          | 5          |

## الألقاب

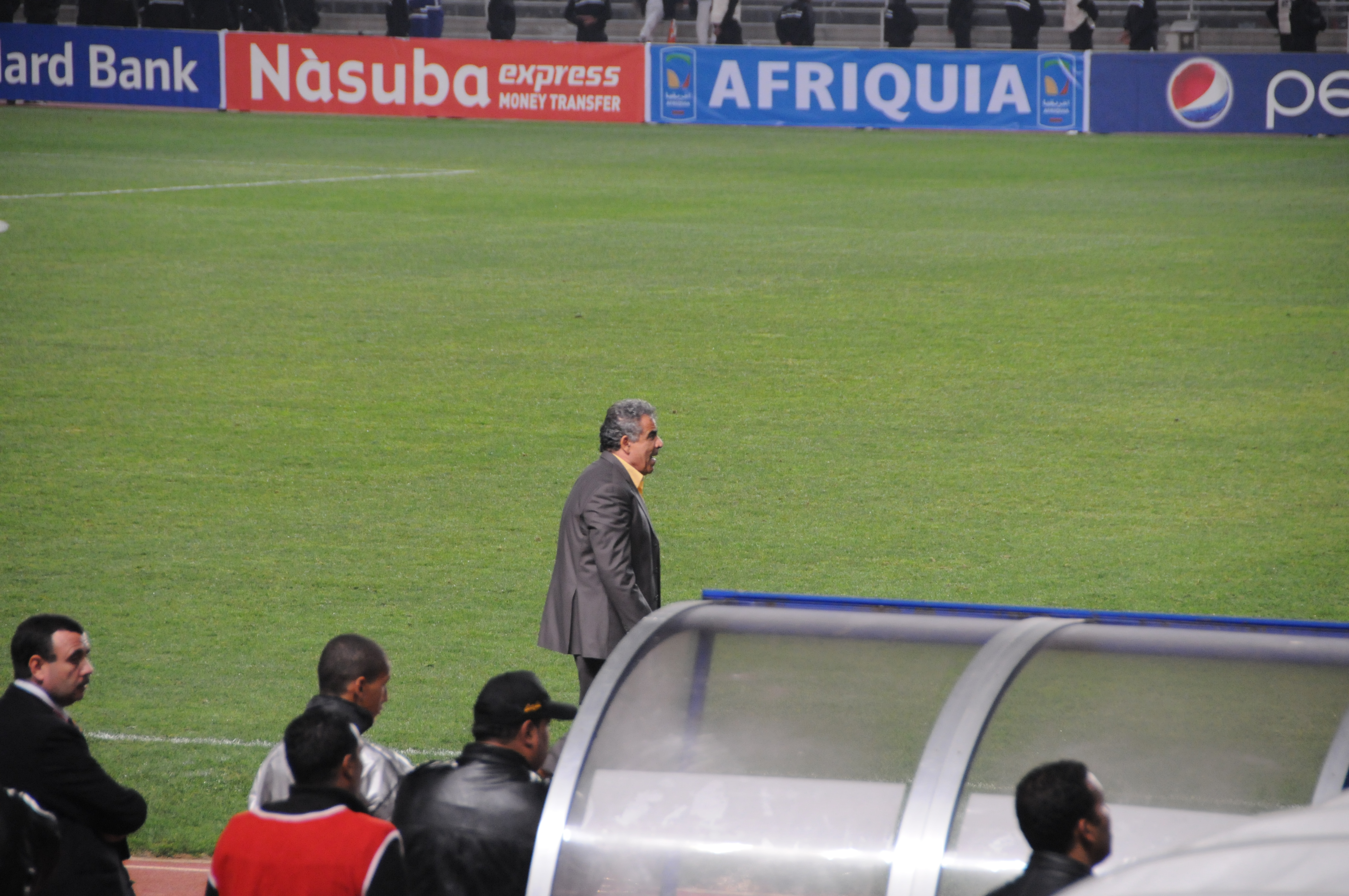
فوزي البنزرتي أثناء نهائي كأس الكونفيدرالية الأفريقية 2011 مع النادي الإفريقي في الملعب الأولمبي برادس يوم.

### الترجي الرياضي التونسي (11 لقب)
- بطل الرابطة التونسية المحترفة الأولى (5): 1993–94، 2002–03، 2008–09، 2009–10، 2017–16.[49][50][51][52][53]

- بطل كأس السوبر التونسي (1): 1994.

- بطل دوري أبطال أفريقيا (1): 1994.[54]
- وصيف دوري أبطال أفريقيا: 2010.[55]

- بطل كأس العرب للأندية الأبطال (3): 1993، 2008–09، 2016–17.[56][57][58]

- بطل كأس السوبر الأفريقي (1): 1995.[59]

### النجم الرياضي الساحلي (8 ألقاب)
- بطل الرابطة التونسية المحترفة الأولى (4): 1986–87، 2006–07، 2015–16، 2022–23.[60][61][62]

- بطل كأس تونس (1): 2014–15.[63][64]
- وصيف كأس تونس: 2018–19.[65]

- بطل كأس السوبر التونسي (1): 1987.

- بطل كأس الكونفيدرالية الأفريقية (2): 2006، 2015.[66][67]

- وصيف كأس السوبر الأفريقي: 2007، 2016.[68][69]

### النادي الإفريقي (لقب)
- بطل الرابطة التونسية المحترفة الأولى (1): 1989–90.[70]

- وصيف كأس الكونفيدرالية الأفريقية: 2011.[71]

### الوداد الرياضي (3 ألقاب)
- بطل البطولة الوطنية المغربية (2): 2018–19، 2020–21.[72][73]

- بطل كأس السوبر الأفريقي (1): 2018.[74]
- وصيف دوري أبطال أفريقيا: 2019.[74]
- وصيف البطولة الوطنية المغربية: 2019–20.[74]

### الرجاء الرياضي
- وصيف كأس العالم للأندية: 2013.[75][76]
- وصيف البطولة الوطنية المغربية: 2013–14.[77]

## الأوسمة والنياشين
- تونس — وسام الاستحقاق الوطني التونسي.
- المغرب — وسام الاستحقاق المدني من درجة ضابط.[3][4]
- الاتحاد الأفريقي لكرة القدم — تاسع أفضل مدرب إفريقي على الإطلاق.[78][79]
- نيجيريا — جائزة أفضل مدرب إفريقي من اتحاد نيجيريا لكرة القدم.[80]

## روابط خارجية
- فوزي البنزرتي على موقع الاتحاد الدولي (مؤرشف)  (الإنجليزية)
- فوزي البنزرتي على موقع قاعدة بيانات كرة القدم.إي يو (الإنجليزية)
- فوزي البنزرتي على موقع Soccerway.com (الإنجليزية)